# The Best of Sonny Criss/Hits of the '60's
The Best of Sonny Criss/Hits of the '60's è un album discografico di raccolta del sassofonista jazz statunitense Sonny Criss, pubblicato dalla casa discografica Prestige Records nel giugno del 1970.

## Tracce
Lato A
1. Sunny – 5:35 (Bobby Hebb) – Tratto dall'album: Up, Up and Away (1968)
2. Up, Up and Away – 5:32 (Jimmy Webb) – Tratto dall'album: Up, Up and Away (1968)
3. The Beat Goes On – 7:13 (Sonny Bono) – Tratto dall'album: The Beat Goes On! (1968)

Lato B
1. Ode to Billy Joe – 6:17 (Bobbie Gentry) – Tratto dall'album: The Beat Goes On! (1968)
2. On a Clear Day – 6:22 (Alan Jay Lerner, Burton Lane) – Tratto dall'album: Portrait of Sonny Criss (1967)
3. Eleanor Rigby – 5:32 (John Lennon, Paul McCartney) – Tratto dall'album: Rockin' in Rhythm (1969)

## Musicisti
Sunny / Up, Up and Away
- Sonny Criss - sassofono alto
- Cedar Walton - pianoforte
- Tal Farlow - chitarra
- Bob Cranshaw - contrabbasso
- Lenny McBrowne - batteria
- Registrato il 18 agosto 1967 a Englewood Cliffs, New Jersey (Stati Uniti)
- Don Schlitten - supervisore, produttore
- Rudy Van Gelder - ingegnere delle registrazioni

The Beat Goes On / Ode to Billy Joe
- Sonny Criss - sassofono alto
- Cedar Walton - pianoforte
- Bob Cranshaw - contrabbasso
- Alan Dawson - batteria
- Registrato il 12 gennaio 1968 a New York City, New York (Stati Uniti)
- Don Schlitten - supervisore, produttore
- Richard Alderson - ingegnere delle registrazioni

On a Clear Day
- Sonny Criss - sassofono alto
- Walter Davis - pianoforte
- Paul Chambers - contrabbasso
- Alan Dawson - batteria
- Registrato il 23 marzo 1967 a Englewood Cliffs, New Jersey (Stati Uniti)
- Don Schlitten - produttore
- Rudy Van Gelder - ingegnere delle registrazioni

Eleanor Rigby
- Sonny Criss - sassofono alto
- Eddie Green - pianoforte
- Bob Cranshaw - contrabbasso
- Alan Dawson - batteria
- Registrato il 2 luglio 1968 a New York City, New York (Stati Uniti)
- Don Schlitten - produttore
- Richard Alderson - ingegnere delle registrazioni